# ガチャピン
ガチャピン（1973年4月2日 - ）は、フジテレビ系の子供番組『ひらけ!ポンキッキ』を初めとする様々なフジテレビ系番組において、主として着ぐるみの形で登場するキャラクター。南国生まれのステゴザウルスの男の子で、年齢は永遠の5歳（かつては5年に1歳ずつ年をとるとなっていた）、身長は165cm、体重は80kg、座高は88cmとされる。特技はスポーツ全般。
誕生日である4月2日は『ひらけ!ポンキッキ』の放送が開始された1973年4月2日に由来する（「正確な誕生日は不明だが、テレビで日本のお友達に初めて会った日を誕生日にしている」）。

## 概要

### キャラクターについて
一人称は「僕」。全身緑色で丸い頭、半開きで眠そうな垂れ眼。口元からは前歯が2本飛び出している。背中には背鰭があり、お腹の部分だけが黄色とピンクの縞模様になっている。両手首にエネルギーボールが7個ずつあり、勇気と力の源とされている。
ムック（雪男の子供）とコンビを組む。
日本ソフト映像倶楽部社長の片桐襄二が原案・デザインを担当、当初はきちんとしたキャラクターデザインではなかったが、同番組を制作した日本テレワークの野田昌宏がモデルで、可愛げがあり、ふっくらとした顔から着想を得た。ビートルズのポール・マッカートニーがモデルだという説もあった（相方のムックのモデルがジョン・レノンであるという説と合わせて、これは都市伝説と化しているが、根拠はない）。
自己紹介の決まり文句は「ガチャガチャピンピン、ガチャピンで〜す」。

### 担当声優

#### メイン
- 雨宮玖二子（初代・1973年[5]- 2014年3月[6]）※初期は「矢沢邦江」名義で出演[5]。
- 不詳（女性声優による）（2代目・2014年4月[6]- 2022年9月）
- 不詳（女性声優による）（3代目・2022年10月 - ）

#### その他
- 新井勢津朗（パイロット版）
- 島田愛野（『けものフレンズ3』・2022年）※コラボレーション企画。同作品に合わせフレンズ化（擬人化）された状態で登場した[7]。

### 「ポンキッキ」シリーズでの活躍
『ひらけ!ポンキッキ』放送初期では「船長（キャプテン）」が南の島から持ってきた卵から生まれた、のんびりとした内気な性格だった。その後、冒険心旺盛なスポーツマンという性格が前面に押し出されるようになり、番組内でスキー、ジムカーナならびにサーキット走行、ロッククライミング、ハンググライダー、スキューバダイビング、空手（極真空手初段）、体操、ボウリング、フィギュアスケート、果ては1998年8月にカザフスタンのバイコヌール宇宙基地より宇宙船ソユーズTM-28に搭乗し、ロシアの宇宙ステーションミールに到着、宇宙飛行まで行っている（地球環境問題に興味を持っており、宇宙飛行を決意したのもこれがきっかけと語る）。ただし2003年『ポンキッキーズ21』内で放送されたボウリングの試合でミスを連発し、ボウリングは苦手だと語っている。2008年11月17日には『Beポンキッキ』で共演のダンテ・カーヴァーと共にヒマラヤ山脈のヤラピーク登頂に成功した。これはソフトバンクのコマーシャルとしてフジテレビ限定で放送された。
番組内の曲「2100ねん ガチャピンキッド」では地球の危機が迫った時の正義のヒーロー「ガチャピンキッド」に変身している。また、同じく正義のヒーロー・科学忍者隊ガッチャピンが登場している。ガチャピンとの関連は不明だが、本人曰くガッチャピンとは別人（友人）とのこと。
フジテレビ『ガチャガチャポン!』では「友情出演」としてバーのマスター役でレギュラー出演し、キャラクターのガチャパン!からは「師匠」と呼ばれていた。

### インターネットにおける活動
2006年7月からフジテレビKIDSクラブ公式サイト内でブログを開始。本当はコメントへのレスをしたいのだが、手指の構造上、タイピング速度が非常に遅いため断念しているとのこと。書籍「ガチャピン日記」では一部のコメントの紹介と共にレスを返している。記事によると意外にも流行や新しい物に敏感のようである。パソコンはWindowsとMacintosh両方を使いこなし、2007年1月、マイクロソフトが発売した新しいOSソフトWindows Vistaにも興味があるらしく、発売日のブログには番組プロデューサーに自身のPCにも入れ替えて欲しいと要望案を書いている。またiPhoneは、ガチャピンの指では反応しないとのこと。また2009年7月1日からはTwitterも開始しており、日本語アカウントとしては最多のフォロワー数だったこともある。2018年4月2日、自身のTwitterアカウントとブログにおいて最後の投稿を行い更新終了を宣言した。その後Twitterについては2021年より再開した。
2018年7月18日、UUUMとの協業により、自らのYouTube公式チャンネル『ガチャピンちゃんねる【公式】』を開設、この日の午前5時よりコンテンツ配信を開始。初収録では、王道ネタのスライム作りやメントスコーラ作りに挑戦した。

### その他の活動
2018年10月、熊本県より「熊本県スポーツ応援特命大使」に任命、同県ゆるキャラ「くまモン」にちなみ赤いほっぺをつけて「くまチャピン」として活動。

### ルーツ
2012年4月より、ポンキッキシリーズが40周年を迎えた記念の事業の一環に、ガチャピンの見た目を、実際にいた恐竜に当てはめ、そのルーツ（先祖）を研究した『ガチャピン創世記』が福井県立恐竜博物館の協力で企画された。背中の骨板や両肘のエネルギーボール（装甲）は剣竜類に似た特徴を持ち、骨格は鳥盤目に近い事から、分類は恐竜綱 鳥盤目 剣竜下目と定義された。またガチャピンの祖先達のイラストが創作され、そのグッズも販売されている。

## シングル「たべちゃうぞ」
「たべちゃうぞ」はガチャピンのファーストシングルである（シングルでの歌手名の表記は「矢沢邦江（ガチャピン）」となっている）。1975年4月、B面は石川進の「パンダがなんだ」。『ひらけ!ポンキッキ』から市販された第1号のシングルである。品番はCX-101

### 解説
歌詞は一般から公募（岡本おさみが補作）し、作曲は吉田拓郎。「親の言う事を聞かない子は食べちゃうぞ」という内容で、本来は親から子への優しい視線をユーモラスに折り込んだ詞だが、やはり視聴者から「怖い」などといった反発や苦情が多く、わずか2週間で放送中止になった。
その後もレコードへの収録はされており、1976年発売のLP『ホネホネ・ロック パタパタママ』（AP-4001）や1977年発売の2枚組LP『ひらけ!ポンキッキより うたのベストアルバム』（AT-4010〜11）」、2004年発売のCD『ガチャピン&ムックが選ぶポンキッキーズ・ベスト30』の1曲目などに収録された。
2003年9月10日、フジテレビ系バラエティ番組『トリビアの泉』にてこの曲が紹介された ことで「ガチャピンが子供を食べようとする歌」として再び同曲が注目を浴びるようになった。だが、当時のアニメ映像では全く別の怪獣が出ていたため、厳密に言うとこの表現は適切ではない。ガチャピン本人も同番組で同曲が取り上げられたことを受けてコメントを求められた際は「記憶にありません」と発言している。
2014年4月26日、DVD-BOX『beポンキッキーズ40thアニバーサリーボックス』・DVD『ベストヒット ponkickies melody』の発売記念イベントにて、ガチャピンは一番印象深い曲について、「初めて一人で歌った歌だから」とこの曲を挙げ、「恥をかきながら、大汗をかきながら一生懸命歌ったのに、2週間で（放送が）中止になって『世の中厳しいな』と思ったし、子ども心に傷ついたよ!でも『トリビアの泉』で紹介されて、話題になってまた歌えるようになって嬉しい。世の中捨てたもんじゃないなと思った」とこの曲をめぐる思い出を懐かしそうに語った。
作曲者の吉田は同曲を2011年にラジオ番組『坂崎幸之助と吉田拓郎のオールナイトニッポンGOLD』（2011年11月28日放送）内で弾き語りでセルフカバーをしている。番組内で吉田は、同曲をガチャピンに提供したり、かつてMCを務めていたフジテレビ系音楽番組『LOVE LOVE あいしてる』（1996年10月5日放送）でゲストかつポンキッキーズにレギュラー出演していた安室奈美恵に自身をガチャピンに似ていると指摘されたことを挙げて、「僕とガチャピンは何かと縁がある」と発言している。
また一部のカラオケ機種でも配信されている。

### 収録曲
1. たべちゃうぞ
  - 作詞：北村恒子、補作詞：岡本おさみ、作曲：吉田拓郎、編曲：京建輔
2. パンダがなんだ
  - 歌：石川進、作詞:海友彦、作曲・編曲：小倉靖

### 収録作品
- アルバム『ガチャピン&ムックが選ぶポンキッキーズ・ベスト30』
- DVD『ベストヒット ponkickies melody Vol.1 〜1973-1993〜』

## 出演

### レギュラー出演番組
（※特に表記のないものはフジテレビ系）。
- ガチャムク（BSフジ、2018年7月8日 - 、MC）[17]
- Live News イット!（2020年3月30日 - ）[18]

#### 過去の出演
ポンキッキシリーズ
- ひらけ!ポンキッキ
- ポンキッキーズ（フジテレビ系→BSフジ）
- ポンキッキーズ21
- ポンキッキ（フジテレビ系→BSフジ）
- Beポンキッキ（BSフジ）
- beポンキッキーズ（BSフジ）

派生番組
- チルドレンタイムシリーズ（CSフジテレビ721）
- チルドレンタイムSP（KIDSワークショップ、サタキッズLIVE）（CSフジテレビ721）
- 東京キッズクラブ（BSフジ）
- ガチャピンClub（BSフジ）

過去のレギュラー番組
- ガチャガチャポン!
- 体操の時間。 ※不定期出演
- ガチャピン・ムックのパジャマDEナイト（ニッポン放送）
- ガチャピン旅だより（フジテレビ、2018年7月5日 - 9月27日）[19]
- じゃじゃじゃじゃ〜ン!（2018年10月13日 - 2020年9月）※不定期出演[20]
- ガチャピンニュースit!（フジテレビュー!!、2020年5月22日・6月12日）[21]

### ゲスト出演

#### テレビ番組
ムックと共に、フジテレビをはじめ各局のテレビ番組・ラジオ番組、各種イベントなどにゲスト出演している。
- 1976年の『FNS歌謡祭』にムックと一緒に子門真人（『およげ!たいやきくん』）の応援で出演した。
- 1990年3月31日の『夢で逢えたら』で内村光良出演のコントにムックと共に出演した。
- 1992年5月5日にNHK『おかあさんといっしょ』のコンサートにムックと共にゲスト出演、にこにこぷんのキャラクターと共演した事がある。
- 1993年4月6日の『ウゴウゴルーガ』にゲスト出演。番組の名物キャラクター、ミカンせいじん（実写版）と共演を果たした。
- 『笑っていいとも!』にゲスト出演した際に、中居正広から手首のボールをイボだと思われたことがある。
- 1996年の『タモリの超ボキャブラ天国』にムックと共にドリームチームとしてゲスト出演、ボキャブラネタを披露した。
- 1998年にビッグコミックスピリッツ連載漫画「おごってジャンケン隊」（現代洋子・著）にムックと共に出演したときに、お小遣いが月50円であると述べている。
- 1999年より放送されたアニメ『デジモンアドベンチャー』35話では、ムックとPちゃんと共に現実世界に現れたバケモンを殴っていたが、36話では結局捕まってしまい、ピコデビモンの催眠術で眠らされてしまう。
- 2000年より放送されたアニメ『デジモンアドベンチャー02』18話では、フジテレビのカフェで、座っている後ろ姿が描かれている。
- 2006年8月30日の『トリビアの泉 〜素晴らしきムダ知識〜』では、ムックと共に「影ナレ」を務めた。また、2007年5月12日の同番組の特番では仕出し弁当工場のパート、コンビニ店員、鳶職、漁船でのカツオ一本釣り、スタントなどにも挑戦した。
- 同年10月23日の『SMAP×SMAP』では、特注のボールを用いて「ルーレットボウリング」に参加した。
- 同年11月9日の『ザ・ベストハウス123』ではゲストとして用いたガチャピンチャレンジベスト3が採用された。
- 2007年1月には小西真奈美主演のTBS系ドラマ『きらきら研修医』にゲスト出演・ドラマデビューをした。
- ほかニッポン放送、TBSラジオ、文化放送、TOKYO-FM、J-WAVEなどの各ラジオ番組にもゲスト出演している。
- 2007年、アメリカのロックバンド・ザ・キラーズのミュージック・ビデオ「Read My Mind」にガチャピンが出演している。舞台は東京で、ガチャピンがザ・キラーズのメンバーと共にカプセルホテルに入る内容。
- 2007年8月12日に幕張メッセ・サマーソニック2007にて行われた『エアギター2007ジャパンファイナル』出場。B'z「ギリギリchop」をバックにパフォーマンスを行い、3位入賞および審査員特別賞受賞[22]。
- 2007年8月29日の『アイドリング!!!』（フジテレビ721・739）にVTRで出演。ガチャピン・ムックとアイドリング!!!のコラボレーションでCDシングル「ポンキッキメドレー2007」を9月26日に発売すると発表。その後、2007年9月17日〜9月21日の同番組で「ポンキッキメドレー2007」がオープニング曲としてアイドリング!!!と一緒に出演した。
- ファミ通WaveDVD2007年10月号の同梱DVDに数秒だが出演した。
- 2008年1月1日に放送されたフジテレビ系特別番組『初詣!爆笑ヒットパレード2008』では、ムックと共に出演し、ローラースケートを披露した。
- 2009年1月10日に放送されたNHK教育テレビジョン番組『あつまれ!キッズソング50〜スプー・ワンワン　宇宙の旅〜 』でも、ムックと共にゲスト出演、にこにこぷんのキャラクターと16年8ヵ月ぶりの再会を果たしている。また、この直前にはムックの他に戸部洋子アナウンサーと共にNHK総合の『土曜スタジオパーク』に生出演している。
- 2010年4月5日、香里奈のお友達紹介で『笑っていいとも!』のテレフォンショッキングにムックと共に出演した。ちなみにガチャピンがお友達として紹介したのは三谷幸喜。
- 2016年2月5日、ウェザーニューズの気象情報番組『SOLiVE24』にゲスト出演した。その際、ガチャピンの色はクロマキーの背景の色と全く同じだったため、番組進行中に気象情報の合成表示が被ってガチャピンが透明になってしまうハプニングが起きた[23]。
- 2018年5月12日放送の『土曜プレミアム・世にも奇妙な物語'18春の特別編』中のショート奇妙「城後波駅」にムックと共にドラマ初出演した。ポンキッキーズ終了後の久々のテレビ出演でもあった。
- 2019年8月5日放送のテレビ朝日系『10万円でできるかな』にゲスト出演、フジテレビ以外の民放で初のバラエティ本格出演を果たす。当日は「1000円ガチャ回しまくったら元取れるかな」にKis-My-Ft2の藤ヶ谷太輔とともに挑戦した。
- 2021年11月9日 - 30日の4週にわたり、千葉テレビ放送（独立局）『白黒アンジャッシュ』にゲスト出演[24]。なお、千葉テレビ放送では前述の『Beポンキッキ』『beポンキッキーズ』（いずれもフジテレビ系列の地上波では撤退後の番組）を地上波で唯一ネットしていたため、それ以来の出演でもある。
- 2022年10月3日放送のフジテレビ系『めざましテレビ』の生めざましじゃんけんに榎並大二郎と宮司愛海とともに参戦。
- 2023年8月8日（フジテレビの日）放送のTBS系『ラヴィット!』に、ムックと共にスタジオゲスト出演[25]。同時間帯にフジテレビ系列で放送されている『めざまし8』の司会である谷原章介の名前を連呼した[26]。
  - 上記出演が、『ラヴィット!』の同年の名シーンを表彰する「MWL」で第3位にランクインしたことを記念して、同年12月26日の『ゴールデンラヴィット!』にもムックと共に出演した[27]。2024年も、3月22日「第5回ゆるキャラダービー」、4月2日（ガチャピン ムック51回目5歳の誕生日）、8月8日（フジテレビの日）、12月27日の『ゴールデンラヴィット!』にムックと共に出演。
- 2023年12月5日・12日のNHK Eテレ『天才てれびくん』30周年記念パーティにムックと共に出演。
- 2024年4月2日、51回目の誕生日を迎えたことを記念して、ムックと共にTBS系『ラヴィット!』、フジテレビ系『ぽかぽか』と『Live News イット!』[注 4]、日本テレビ系『金のツカミ 2時間SP』に出演する。なお、日本テレビ製作の番組に出演するのは今回が初めてとなる[28]。
- 2024年4月24日（23日深夜）のテレビ東京『あのちゃんの電電電波♪』にムックと共に出演。テレビ東京の番組に出演するのは今回が初めてとなる[29][注 5]。
- 2024年7月29日、9月9日放送の日本テレビ系『月曜から夜ふかし』にムックと共に出演[30][31]。
- 2024年10月4日放送、TBSテレビのバラエティ番組『ハマダ歌謡祭 秋SP』にムックと共に出演[32]。
- 2024年10月20日、日本テレビのバラエティ番組『行列のできる相談所』にムックと共に出演[33]。
- 2024年12月22日、テレビ朝日系のバラエティ番組『みんなテレビ』にムックと共に出演[34]。

#### CM
- 日産自動車・セレナ（2007年）
- ソフトバンク（2008年）
- UQコミュニケーションズ・UQ WIMAX / UQ mobile（2011年 - 2024年） ※「ブルーガチャ」として出演（後述）
- TBC（2013年）[35][36]
- Cygames・グランブルーファンタジー（2017年 - ）
- 茨城県（2019年 - ）[37]
- ボーナスBIG（2019年）[38]
- 東京都帰宅困難者対策条例 一斉帰宅抑制キャンペーン（2023年 - ）[39]
- 中小企業のチカラ『中⼩企業からニッポンを元気にプロジェクト』[40]
- 日成共益（2025年）

#### その他
- 2008年1月27日にダイドードリンコアイスアリーナで行われたアジアリーグアイスホッケー「SEIBUプリンス ラビッツVSHC日光アイスバックス」戦では始球式ならびにハーフタイムのゲストに登場した[41]。
- 2009年4月1日にはエイプリルフール企画の一環でGoogle マップのアドバイザーに就任した。それに伴い同日に限りGoogle ストリートビューで日本国内の地図を見た場合のアイコンがガチャピンに変更された[42]。
- 2010年7月には、同月に発売されたレースゲーム『ModNation 無限のカート王国』の宣伝大使にムックと共に就任。一時はムックがガチャピンに反旗を翻す場面も見られたが、3度に渡るレース対決を経て最終的に和解している[43]。
- 2010年9月17日、東京ゲームショウ2010においてカプコンブースの『メガマン ユニバース サプライズステージ』にゲスト出演し、ゲーム『メガマン ユニバース』に「メガピン」として登場することが発表される。この作品は後に開発中止となっている。
- 2010年9月26日、ニコニコ動画のイベントニコニコ大会議2010夏〜笑顔のチカラ〜にゲストとして登場。
- 2010年9月8日に万博記念競技場で行われたヤマザキナビスコカップ準々決勝第2戦のガンバ大阪対サンフレッチェ広島にゲスト出演。ガチャピンに似ていると言われているガンバ大阪の遠藤保仁とトークショーを行う[44]。
- 2019年2月4日〜2月17日に渋谷ヒカリエ「aiiima1」にて『ガチャピン くまモン 熊本すごか写真展』を開催。「くまチャピン」としての活動にちなみ、くまモンとともにスポーツを楽しむ姿などの写真を展示[45]。

#### 別個体
ブルーガチャ
青いガチャピン。別次元のブループラネットから来たという。青い竜の子供で、両手首のボールは片側3個ずつとガチャピンより少ない。なおこのボールは宝玉であり、体のどこかに7つ目が隠れているらしい。竜の子供らしく青い炎を吐く事もできるが、たまに失敗するらしい。

## コラボレーション
- ファッションブランド「コムサ・デ・モード」よりガチャピン・ムックの2人をそれぞれ黒・白のキャラクターにしたグッズ「モノガチャピン・ムック」が販売されている。
- Tシャツブランド「ice-mix」より、ガチャピンの体をあしらったデザインのコラボTシャツ「ガチャT」が販売されている。また、「ガチャピンパーカー」も販売されている。

これまでの歴史
- 2005年12月にタツノコプロ制作のSFアニメ『科学忍者隊ガッチャマン』公認のパロディキャラクター科学忍者隊ガッチャピンがキャラクターグッズとしてリリースされる。また同年11月よりBSフジおよびフジテレビKIDSクラブサイトにて「いけいけ!ガッチャピン」が放送される。
- 2006年7月より、東芝製の3G携帯電話Vodafone（Softbank） 705Tのラッスルグリーンを所有するユーザを対象に同製品を「ガチャピンケータイ」に変身できるキットがボーダフォン（現ソフトバンクモバイル）ショップでプレゼントされた。
- 2006年9月14日、バンダイネットワークス株式会社は、清涼飲料水ガ茶（緑茶・2種類）の受注開始を発表した。
- 2006年冬、タワーレコードがウィンターセールのキャンペーンキャラクターとしてガチャピン・ムックを起用し、コラボグッズが販売された。その一環にガチャピン・ムックが各地で一日店長・店員をつとめ、また店内インフォメーションDJやダンスステージなどのイベントが行われた。
- 2007年7月より、ハドソンから「ボンバーマン」とのコラボによる携帯電話ゲーム「ガチャピン☆ボンバーマン」を配信。プレイヤーキャラクターとして「ガチャボン」が登場する。
- 2007年7月14日〜9月2日にかけ『お台場冒険王』のサテライトイベントとして、東京ジョイポリスに『ジョイポリスカフェ produced by ガチャピン・ムック』を設置。日によってガチャピン・ムックの来店イベントも行われた。
- 2007年9月14日、学習研究社と幼稚園・保育園業界への共同企画を始める。教材や教師服、運動会関連グッズなどの発売を開始。
- 2007年9月20日、ハドソンからニンテンドーDSソフト『ガチャピン日記DS』を発売。
- 2007年9月26日、ガチャピン・ムックとアイドリング!!!のコラボレーションでCDシングル「ポンキッキメドレー2007」を発売。
- 2007年12月10日、ハドソンから「高橋名人の冒険島」とのコラボによる携帯電話ゲーム「ガチャはし名人の冒険島」を配信。プレイヤーキャラクターとして「ガチャはし名人」が登場する。
- 2008年7月17日、ハドソンからニンテンドーDSソフト『ガチャピンチャレンジDS』を発売。
- 2008年10月より、谷川俊太郎作『ガチャピンとムックのものがたり』（扶桑社）3部作絵本プロジェクトを刊行開始。
- 2009年1月より、子供向け絵本『とびだせ！ガチャピン　〜ムックはかせのはつめいひん〜』（学研）を発売。
- 2009年2月、バンダイネットワークス株式会社より生誕35周年を記念した「ガチャピン＆ムックのモバイルノートパソコン」が限定発売された。
- 2009年4月中旬より、カプコンとタカラトミーの子供向けトレーディングカードアーケードゲーム『ワンタメ ミュージックチャンネル』の新バージョンでムックと共に登場し、ガチャピンとムックを模した着ぐるみがカード化[47]。
- 2010年8月1日、Jリーグ・ガンバ大阪の遠藤保仁選手とのコラボグッズが発売された[48]。
- 2010年10月8日、株式会社インターネットからガチャピンの声を使ったボーカル音源（VOCALOID）、「ガチャッポイド」が発売される。
- 2011年2月22日、北海道日本ハムファイターズの鶴岡慎也選手とのコラボグッズが発売される[49] 。
- 2014年2月4日、ファミリーマートから中華まん「ガチャピンまん」（50万食限定）が発売される[50]。
- 2014年4月1日、エイプリルフール企画として、TVアニメ『バディ・コンプレックス』公式サイト内にムックと共に登場。トップページとキャラクター紹介ページに紛れ込んだ他、『ガチャピン・チャレンジ「ヴァリアンサー」』なるショートムービーが公開された。
- 2015年6月24日、ニンテンドー3DSダウンロードソフト『チャリ走 DX3 タイムライダー』コラボステージ（有料追加コンテンツ）に『ガチャピン・ムック ステージ』が配信開始。また、背景にロリポップスも登場。
- 2017年12月21日より、スマートフォン向けゲーム『グランブルーファンタジー』にガチャピンとムックが登場。合わせて、コラボしたTVCMが放送された。以降は定期的にゲーム内に登場するようになる。2019年12月にはガチャピンとムックをメインにしたコラボイベント「ガチャピン・ムックのあおぞらものがたり」が開催された[51]。
- 2019年2月16日にフジテレビで特別番組『キャスターガチャピンが行く!ガチャピン くまモンすごかヘッドライン』を放送、くまモンとともに番組キャスターを務めた[13]。
- 2019年12月14日・12月21日にフジテレビで放送のミニアニメ『ぼのぼの』にムックとともにゲストキャラクターとして登場、声の出演も自ら担当する[52]。
- 2024年1月発売の『龍が如く8』にムックと共に出演[53]。

## 書籍
- ガチャピン日記（メディアファクトリー）
- ガチャピン・ムックのゆっくりゆったり東京散歩（ワニブックス）
- ガチャピン&ムックの中国語教室（小学館）
- ガチャピン・ムック グッズ大図鑑（扶桑社）
- とびだせ！ガチャピン　〜ムックはかせのはつめいひん〜（学研）

### ガチャピンの愛称をもつ著名人など
- 海保知里（フリーアナウンサー）
- 香里奈（ファッションモデル・女優。趣味は「ガチャピングッズ収集」）
- 庄子知美（タレント）
- 柴田あゆみ（元メロン記念日）（タレント・元アイドル）
- 峯岸みなみ（元AKB48）（アイドル・タレント）
- 伊藤薫（女子プロレスラー）
- 遠藤保仁（ガンバ大阪、サッカー日本代表）（プロサッカー選手。コラボグッズや試合時のイベントでガチャピン本人との共演もしている）
- アルバロ・レコバ（プロサッカー選手）
- ロナウド（プロサッカー選手）
- 鶴岡慎也（プロ野球・元北海道日本ハムファイターズ・福岡ソフトバンクホークス捕手）
- 梶谷一（天保工業高等学校）～BEBOP-HIGHSCOOL

### その他
- 光子館 - キャラクター人形や小道具等の造型工房。ガチャピン、ムックの造型を担当[54]。
- きかんしゃトーマス - ポンキッキシリーズ内で放映されたイギリスの人形劇。番組にてガチャピンがムックと共にトーマスに会いに行く企画が放送された他、トーマスのVHSビデオにガチャピンとムックの出演シーンが収録された。
- アイドリング!!!（アイドルグループ。CDシングル「ポンキッキメドレー2007」でコラボ）
- ザ・キラーズ（アメリカのロックバンド。『リード・マイ・マインド』のミュージック・ビデオにガチャピンが登場[55]）
- ガチャピング（アイルランド出身のプロレスラー。コスチュームはガチャピンをモチーフにしている）
- 幕張（ガチャピンに似た戦闘宇宙服「ガチョビンスーツ」が登場する漫画）
- UQコミュニケーションズ（ブルーガチャとしてUQ WiMAXのCM、ピンクガチャとしてUQ MobileのCMに出演）
- がんばれ!エガちゃんピン
- ゴールデンボンバー（日本のヴィジュアル系エアーバンド。メンバーの喜矢武豊が「ガチュピン」というガチャピンを模したキャラクターに扮する）